# Limau Puruik
Limau Puruik is een bestuurslaag in het regentschap Padang Pariaman van de provincie West-Sumatra, Indonesië. Limau Puruik telt 3262 inwoners (volkstelling 2010).